# Maxime Grésèque

a Compétitions nationales et continentales officielles uniquement.

b Matchs officiels uniquement.
Maxime Grésèque, né le 18 mars 1981 à Perpignan (Pyrénées-Orientales), est un joueur français de rugby à XIII international français évoluant au poste de demi de mêlée, reconverti entraîneur. Après des débuts à l'Union Treiziste Catalane, il effectue une grande partie de sa carrière à Pia XIII entrecoupée de piges à Wakefield Trinity Wildcats. Champion de France à trois reprises et vainqueur de la Coupe de France à trois reprises également, il a par ailleurs participé à la Coupe du monde 2008.
Après avoir mis un terme à sa carrière de joueur, il devient entraîneur en prenant en charge Limoux.

## Biographie
Fils de l'international Ivan Grésèque et de Cathy Guisset, il commence le rugby à 8 ans dans le club de l'USAP. Un an plus tard, il part au XIII Catalan (qui deviendra l'UTC en 2000). En 2003, il quitte l'UTC pour Pia où il remporte 2 titres de champion de France et 2 coupes de France. Il a fait plusieurs piges de quelques mois pour le club de Wakefield.
Il est appelé en sélection française pour disputer la Coupe du monde 2008.
Il prend sa retraite sportive lors de la saison 2017 sur un dernier titre de Coupe de France 2017 avec Carcassonne.

## Palmarès

### En tant que joueur
- Collectif :
  - Vainqueur de la Coupe d'Europe des nations : 2005 (France).
  - Vainqueur du Championnat de France : 2006, 2007 et 2013 (Pia).
  - Vainqueur de la Coupe de France : 2001 (Union Treziste Catalane), 2006, 2007 (Pia) et 2017 (Carcassonne).
  - Finaliste du Championnat de France : 2002 (Union Treziste Catalane), 2008, 2010, 2012 (Pia), 2015 et 2016 (Carcassonne).
  - Finaliste de la Coupe de France : 2000 (XIII Catalan), 2011, 2012 (Pia) et 2014 (Carcassonne).

### En tant qu'entraîneur
- Vainqueur du Championnat de France : 2023 (Limoux)
- Finaliste du Championnat de France : 2018 et 2022 (Limoux).
- Finaliste de la Coupe de France : 2018 (Limoux).

#### Détails en club
| Année | Année     | Club          | Compétition                                                                      | Saison régulière                                                                 | Saison régulière                                                                 | Saison régulière                                                                 | Saison régulière                                                                 | Saison régulière                                                                 | Phase finale                                                                     | Phase finale                                                                     | Phase finale                                                                     | Phase finale                                                                     | Phase finale                                                                     | Coupe de France                                                                  |                                                                                  |                                                                                  |                                                                                  |                                                                                  |                                                                                  |                                                                                  |                                                                                  |                                                                                  |
| Année | Année     | Club          | Compétition                                                                      | Class.                                                                           | MJ                                                                               | V.                                                                               | N.                                                                               | D.                                                                               | Perf.                                                                            | MJ                                                                               | V.                                                                               | N.                                                                               | D.                                                                               | Coupe de France                                                                  |                                                                                  |                                                                                  |                                                                                  |                                                                                  |                                                                                  |                                                                                  |                                                                                  |                                                                                  |
| Suite au départ d'Olivier Janzac, Maxime Grésèque le remplace en cours de saison le 2 janvier 2018 au XIII Limouxin |           |               |                                                                                  |                                                                                  |                                                                                  |                                                                                  |                                                                                  |                                                                                  |                                                                                  |                                                                                  |                                                                                  |                                                                                  |                                                                                  |                                                                                  |                                                                                  |                                                                                  |                                                                                  |                                                                                  |                                                                                  |                                                                                  |                                                                                  |                                                                                  |
| 2017-2018 | 2017-2018 | XIII Limouxin | CHF                                                                              | 2e                                                                               | 19                                                                               | 14                                                                               | 0                                                                                | 5                                                                                | Finaliste                                                                        | 2                                                                                | 1                                                                                | 0                                                                                | 1                                                                                | Finaliste                                                                        |                                                                                  |                                                                                  |                                                                                  |                                                                                  |                                                                                  |                                                                                  |                                                                                  |                                                                                  |
| 2018-2019 | 2018-2019 | XIII Limouxin | CHF                                                                              | 4e                                                                               | 19                                                                               | 13                                                                               | 0                                                                                | 6                                                                                | 1/2 finale                                                                       | 2                                                                                | 1                                                                                | 0                                                                                | 1                                                                                | 1/2 finale                                                                       |                                                                                  |                                                                                  |                                                                                  |                                                                                  |                                                                                  |                                                                                  |                                                                                  |                                                                                  |
| 2019-2020 | 2019-2020 | XIII Limouxin | Éditions annulées et titres non décernés en raison de la pandémie de coronavirus | Éditions annulées et titres non décernés en raison de la pandémie de coronavirus | Éditions annulées et titres non décernés en raison de la pandémie de coronavirus | Éditions annulées et titres non décernés en raison de la pandémie de coronavirus | Éditions annulées et titres non décernés en raison de la pandémie de coronavirus | Éditions annulées et titres non décernés en raison de la pandémie de coronavirus | Éditions annulées et titres non décernés en raison de la pandémie de coronavirus | Éditions annulées et titres non décernés en raison de la pandémie de coronavirus | Éditions annulées et titres non décernés en raison de la pandémie de coronavirus | Éditions annulées et titres non décernés en raison de la pandémie de coronavirus | Éditions annulées et titres non décernés en raison de la pandémie de coronavirus | Éditions annulées et titres non décernés en raison de la pandémie de coronavirus | Éditions annulées et titres non décernés en raison de la pandémie de coronavirus | Éditions annulées et titres non décernés en raison de la pandémie de coronavirus | Éditions annulées et titres non décernés en raison de la pandémie de coronavirus | Éditions annulées et titres non décernés en raison de la pandémie de coronavirus | Éditions annulées et titres non décernés en raison de la pandémie de coronavirus | Éditions annulées et titres non décernés en raison de la pandémie de coronavirus | Éditions annulées et titres non décernés en raison de la pandémie de coronavirus | Éditions annulées et titres non décernés en raison de la pandémie de coronavirus |
| 2020-2021 | 2020-2021 | XIII Limouxin | CHF                                                                              | 4e                                                                               | 18                                                                               | 12                                                                               | 0                                                                                | 6                                                                                | 1er tour                                                                         | 1                                                                                | 0                                                                                | 0                                                                                | 1                                                                                | Annulée                                                                          |                                                                                  |                                                                                  |                                                                                  |                                                                                  |                                                                                  |                                                                                  |                                                                                  |                                                                                  |
| 2021-2022 | 2021-2022 | XIII Limouxin | CHF                                                                              | 1er                                                                              | 16                                                                               | 12                                                                               | 0                                                                                | 4                                                                                | Finaliste                                                                        | 2                                                                                | 1                                                                                | 0                                                                                | 1                                                                                | Annulée                                                                          |                                                                                  |                                                                                  |                                                                                  |                                                                                  |                                                                                  |                                                                                  |                                                                                  |                                                                                  |
| 2022-2023 | 2022-2023 | XIII Limouxin | CHF                                                                              | 2e                                                                               | 18                                                                               | 14                                                                               | 0                                                                                | 4                                                                                | Champion                                                                         | 2                                                                                | 2                                                                                | 0                                                                                | 0                                                                                | 1/2 finale                                                                       |                                                                                  |                                                                                  |                                                                                  |                                                                                  |                                                                                  |                                                                                  |                                                                                  |                                                                                  |
| 2023-2024 | 2023-2024 | XIII Limouxin | CHF                                                                              | 3e                                                                               | 18                                                                               | 11                                                                               | 0                                                                                | 7                                                                                | 1/2 finale                                                                       | 2                                                                                | 1                                                                                | 0                                                                                | 1                                                                                | 1/4 finale                                                                       |                                                                                  |                                                                                  |                                                                                  |                                                                                  |                                                                                  |                                                                                  |                                                                                  |                                                                                  |
| 2024-2025 | 2024-2025 | XIII Limouxin | CHF                                                                              | 5e                                                                               | 20                                                                               | 12                                                                               | 0                                                                                | 8                                                                                | 1/2 finale                                                                       | 2                                                                                | 1                                                                                | 0                                                                                | 1                                                                                | 1/4 finale                                                                       |                                                                                  |                                                                                  |                                                                                  |                                                                                  |                                                                                  |                                                                                  |                                                                                  |                                                                                  |